# Cabezamesada
Cabezamesada è un comune spagnolo di 433 abitanti situato nella comunità autonoma di Castiglia-La Mancia.